# Дак (Северна Каролина)
Дак (енгл. Duck) град је у америчкој савезној држави Северна Каролина.

## Демографија
По попису из 2010. године број становника је 369.
| Група             | 2000.    | 2010.       |
| Белци             | 0 (0,0%) | 351 (95,1%) |
| Афроамериканци    | 0 (0,0%) | 0 (0,0%)    |
| Азијати           | 0 (0,0%) | 4 (1,1%)    |
| Хиспаноамериканци | 0 (0,0%) | 10 (2,7%)   |
| Укупно            | 0        | 369         |